# Bymossegöl
Bymossegöl är en sjö i Valdemarsviks kommun i Småland och ingår i Vindåns huvudavrinningsområde.